# Trichoniscus jeanelli
Trichoniscus jeanelli là một loài chân đều trong họ Trichoniscidae. Loài này được Paulian de Felice miêu tả khoa học năm 1940.